# Kreml moskiewski
Kreml moskiewski (ros. Московский Кремль), Kreml i plac Czerwony w Moskwie − gród warowny na wzgórzu, na wschodnim (lewym) brzegu rzeki Moskwy. Jego ogólna powierzchnia wynosi 28 hektarów. Jest to warownia z zabudowaniami książęcymi, cerkwiami i budynkami administracyjnymi. Rzeczownik Kreml jest metonimem władzy centralnej w Rosji, tak współczesnej jak dawnej.

## Historia

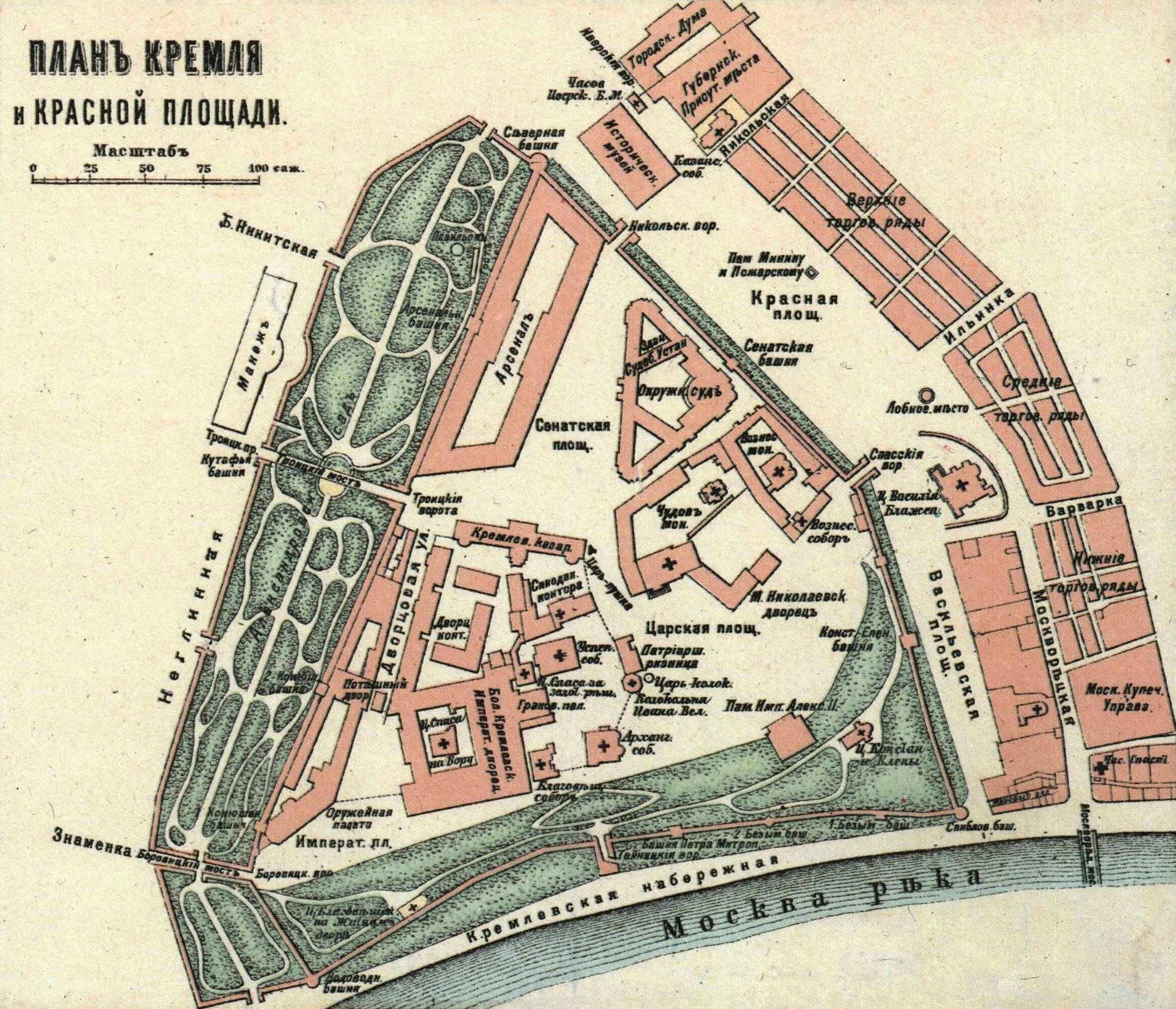
Plan Kremla moskiewskiego, 1917

Pierwsze osiedla na terytorium Kremla pochodzą z epoki brązu (II tysiąclecie p.n.e.). W okolicy dzisiejszego Soboru Archangielskiego znaleziono pozostałości osadnictwa ugrofińskiego datowane na wczesną epokę żelaza (II poł. I tys. p.n.e.). Kreml powstawać zaczął w 1147 roku, gdy Jerzy Dołgoruki wydał rozkaz zbudowania na Wzgórzu Borowickim drewnianej baszty. Od XIV wieku był siedzibą książąt Księstwa Moskiewskiego, potem carów rosyjskich. Na Kremlu znajdowała się najstarsza moskiewska cerkiew − Sobór Zbawiciela w Borze (Przemienienia Pańskiego), zbudowana w 1330 roku, w tysięczną rocznicę założenia Konstantynopola (świątynia przetrwała do 1933 roku). Chowano w niej moskiewskich książąt i księżne, dopóki funkcji tej nie przejęły Sobór Archangielski dla mężczyzn i monaster Wniebowstąpienia Pańskiego dla kobiet. W końcu XV wieku został otoczony wysokimi ceglanymi murami na planie trójkąta z 18 basztami (w XVII wieku dobudowano jeszcze dwie i obecnie jest ich 20). Długość murów wynosi 2235 m, wysokość od 5 do 19 m, grubość − od 3,5 do 6,5 m. Najwyższą basztą jest Wieża Troicka o wys. 79,3 m. Po bitwie pod Kłuszynem hetman Stanisław Żółkiewski na prośbę bojarów 9 października 1610 roku zajął Kreml, w związku z czym do 7 listopada 1612 roku okupowała go polska załoga wojskowa pod dowództwem Aleksandra Korwina Gosiewskiego i Mikołaja Strusia. W okresie od 1702 do 1736 roku powstał budynek Arsenału, w latach 1776−1787 budynek Senatu.
Po ustanowieniu władzy sowieckiej stolicę przeniesiono z powrotem do Moskwy i Kreml znów stał się centrum politycznym państwa. W październiku 1917 roku, w wyniku ostrzału artyleryjskiego, uszkodzone zostały m.in. Baszta Spasska, Baszta Nikolska, Baszta Beklemiszewska i prawie wszystkie kremlowskie świątynie.

Kreml na tle historycznych dzielnic Moskwy

W okresie radzieckim Kreml poniósł większe szkody niż przez całą swoją wcześniejszą historię. W 1918 roku, przy osobistym udziale Lenina, zlikwidowano pomnik księcia Sergiusza Aleksandrowicza. W tym samym roku zburzono także pomnik Aleksandra II. 17 września 1924 roku prezydium OCKWR przyjęło zarządzenie, określające termin likwidacji budynków sakralnych i innych zabudowań Kremla Moskiewskiego. Zarządzenie wprowadzano w życie mimo protestu ze strony środowisk naukowych. Do 1932 roku zburzono m.in. monaster Wniebowstąpienia Pańskiego i Mały Pałac Nikołajewski. W tymże roku na miejscu zlikwidowanych zabudowań wzniesiono budynek Szkoły Wojskowej im. OCKW. Rok później rozebrano sobór Zbawiciela w Borze.
W 1955 roku Kreml otwarto dla zwiedzających, czyniąc go muzeum na wolnym powietrzu. Od 1961 jest strefą niezamieszkaną. W 1990 roku został wpisany na Listę światowego dziedzictwa UNESCO.

## Zabytki i muzea

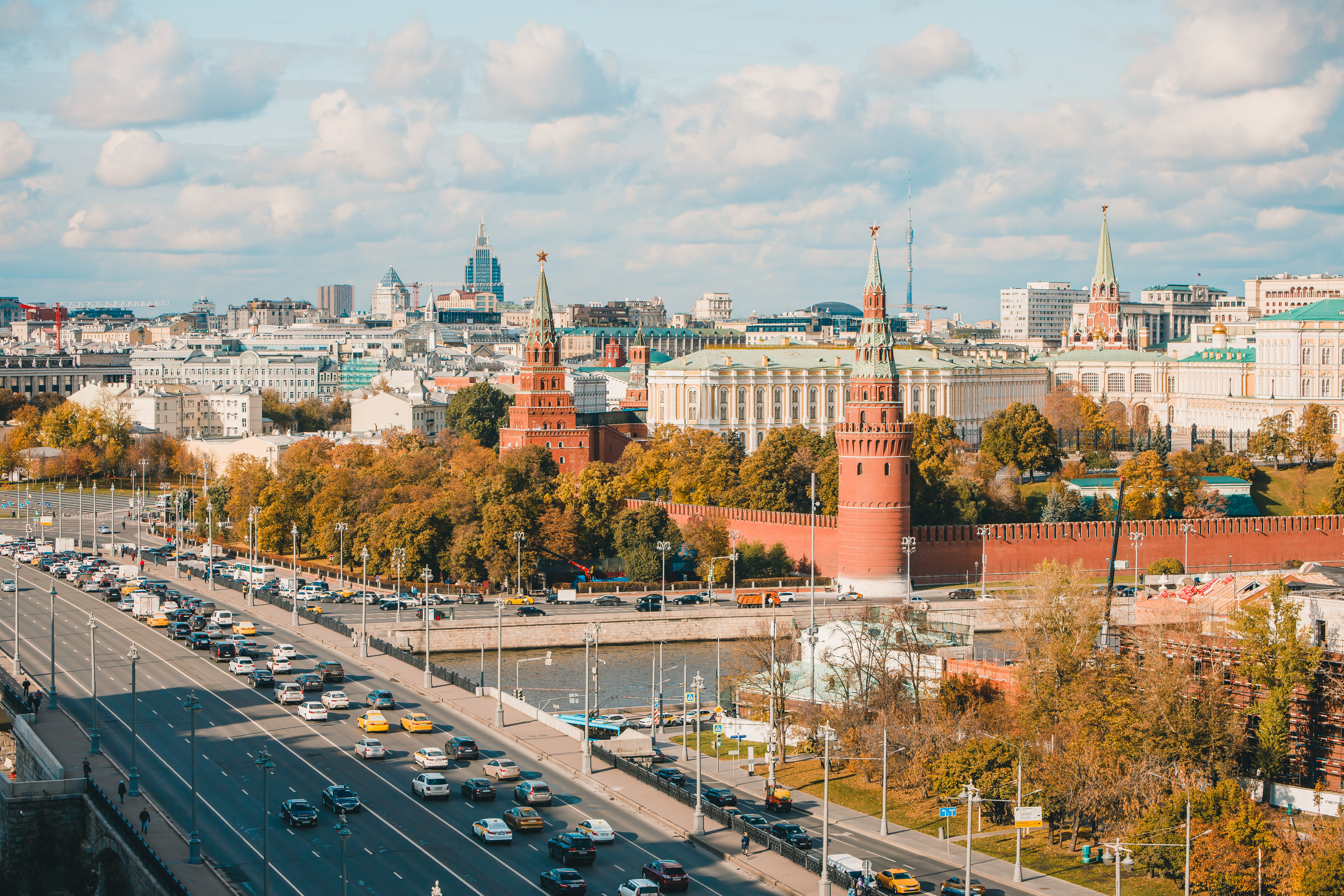
Widok na Kreml moskiewski z balkonu Domu na nabierieżnoj

Na terenie Kremla eksponowane są dwa gigantyczne dzieła sztuki ludwisarskiej: największy na świecie dzwon Car-kołokoł z roku 1735 i jedna z największych na świecie pod względem kalibru armata Car-puszka z 1586 roku.
Zabytki sakralne Kremla:
- Sobór Uspieński (Успенский собор)
- Sobór Zwiastowania (Благовещенский собор)
- Sobór Archangielski (Архангельский собор)
- Dzwonnica Iwana Wielkiego (Колокольня Ивана Великого)
- Pałac patriarchy i cerkiew Dwunastu Apostołów (Патриарший дворец и собор Двенадцати Апостолов)
- Sobór Wierchospaski (Верхоспасский собор и теремные церкви)
- Cerkiew Złożenia Szat (Церковь Ризоположения)

Muzea i zabytki świeckie Kremla:
- Arsenał (Арсенал Московского Кремля)
- Pałac Senacki (Сенатский дворец)
- Pałac Potiesznyj (Потешный дворец)
- Państwowy Pałac Kremlowski (Государственный Кремлевский Дворец)
- Wielki Pałac Kremlowski (Большой Кремлевский дворец) (robocza siedziba prezydenta FR)
- Pałac Tieriemny (Теремной дворец)
- Zbrojownia kremlowska (Оружейная палата)
- Granowita Pałata (Грановитая палата)
- Mury i baszty obronne
- Barbakan Kutafja
- Cmentarz przy Murze Kremlowskim